# Campanhó
Campanhó ist eine portugiesische Gemeinde (Freguesia) im Kreis Mondim de Basto. In ihr leben 268 Einwohner (Stand 30. Juni 2011).